# Nikolaus P. Himmelmann
Nikolaus P. Himmelmann (ur. 2 sierpnia 1959) – niemiecki językoznawca. Zajmuje się typologią lingwistyczną, uniwersaliami językowymi, teorią gramatykalizacji i języka, prozodią oraz gramatyką, a także dokumentacją językoznawczą. Współredaktor książki The Austronesian languages of Asia and Madagascar (2005). 
Doktorat uzyskał na Uniwersytecie Ludwika i Maksymiliana w Monachium (1986), a habilitował się na Uniwersytecie Kolońskim (1995). W okresie od 1996 do 1998 był zatrudniony jako pracownik naukowy na Australijskim Uniwersytecie Narodowym w Canberze. Piastował stanowisko profesora na Uniwersytecie Ruhry w Bochum (1999–2007) i Westfalskim Uniwersytecie Wilhelma w Münsterze (2007–2010). W 2010 r. objął stanowisko profesora językoznawstwa ogólnego na Uniwersytecie Kolońskim. 
W 2018 r. został wybrany członkiem Academia Europaea.

## Publikacje
- Demonstratives in Narrative Discourse: A Taxonomy of Universal Uses (1996)
- Documentary and descriptive linguistics (1998)
- Lexicalization and grammaticization: Opposite or orthogonal (2004)
- The Austronesian languages of Asia and Madagascar (2005, współred.: K. Alexander Adelaar)
- Deiktikon, Artikel, Nominalphrase: Zur Emergenz syntaktischer Struktur (2014)